# Dolichopus laciniatus
Dolichopus laciniatus är en tvåvingeart som beskrevs av Daniel William Coquillett 1910. Dolichopus laciniatus ingår i släktet Dolichopus och familjen styltflugor. Inga underarter finns listade i Catalogue of Life.